# Trukbrillenvogel
Der Trukbrillenvogel (Rukia ruki) ist ein seltener Singvogel aus der Familie der Brillenvögel. Er ist auf den Chuuk-Inseln in den Föderierten Staaten von Mikronesien verbreitet.

## Beschreibung
Der Trukbrillenvogel erreicht eine Größe von vierzehn Zentimetern. Das Gefieder ist einheitlich dunkelbraun. Der Schnabel ist schwarz. Die Beine sind orange. Charakteristisch ist ein auffälliger tränenförmiger Fleck unter den Augen. Sein lebhafter Gesang besteht aus trällernden Flötentönen.

## Verbreitung und Lebensraum
Der Trukbrillenvogel ist auf den vier kleinen Inseln Tol South, Wonei, Pata und Polle in der Chuuk-Lagune endemisch. Er bewohnt ursprüngliche Urwaldbestände, insbesondere den gut entwickelten Wald oberhalb von 400 m am Mount Winipot auf Tol South. Sein Lebensraum ist von Feigen, Palmen der Gattungen Clinostigma, Parinarium und Randia sowie von Bäumen der Art Semecarpus kraemeri dominiert.

## Lebensweise
Über seine Lebensweise ist bisher nur wenig bekannt geworden. Das einzige bekannte Nest wurde 1988 in der giftigen Baumart Semecarpus kraemeri gefunden, die auf den Inseln der Chuuk-Lagune endemisch ist. Brütende Vögel wurden im April beobachtet. Die Nahrung des Trukbrillenvogels besteht aus Insekten, die er im Laub aufsammelt.

## Status
Während einer Expedition von Forschern des United States Fish and Wildlife Service im Jahre 1984 wurde der Bestand des Trukbrillenvogels auf 526 Individuen geschätzt. Davon kamen 19 Exemplare auf Wonei, 32 Exemplare auf Pata, 93 Exemplare auf Polle und der größte Anteil von 382 Exemplaren am Mount Winipot auf Tol South vor.
Der Urwald ist in weiten Teilen der Chuuk-Inseln verschwunden. Auch die Bäume der Art Semecarpus kraemeri werden stark gerodet, weil sie von den Einheimischen als Plage betrachtet werden.